# Dépôt de Nalinnes
Le dépôt de Tramways de Nalinnes était un dépôt de locomotives de l'ancien chemin de fer vicinal (dit tram ou tortillard) de Marcinelle (Charleroi) à Nalinnes, exploité par la Société nationale des chemins de fer vicinaux (SNCV). Il est situé rue du Dépôt, dans le village de Nalinnes, section de la commune de Ham-sur-Heure-Nalinnes en Belgique.

## Histoire
Le dépôt de Nalinnes est mis en service en novembre 1902 par la Société nationale des chemins de fer vicinaux (SNCV), lors de l'ouverture à l'exploitation de la ligne de Marcinelle (Charleroi) à Nalinnes. Il était utilisé pour l'entretien et le stockage des locomotives à vapeur utilisées pour tracter les convois. Les machines étaient construites par les « ateliers Lambert de Marcinelle ».
En 1935, les locomotives à vapeur sont remplacées par les « tramways blancs » lors de l'électrification de la ligne.
Le dépôt ferroviaire devient un dépôt routier de bus lors de la fermeture de la ligne ferroviaire en 1968.

## Patrimoine ferroviaire
Actuellement, les deux parties de gauche de l'ancien bâtiment administratif (portant les inscriptions « Magasin » et « Bureau ») sont occupées par les agents de l'Opérateur de transport de Wallonie. La partie de droite a été transformée en habitation particulière. À droite de ce bâtiment se trouve le dépôt en lui-même. Abritant initialement les tramways, ce sont actuellement des bus qui y sont stockés.

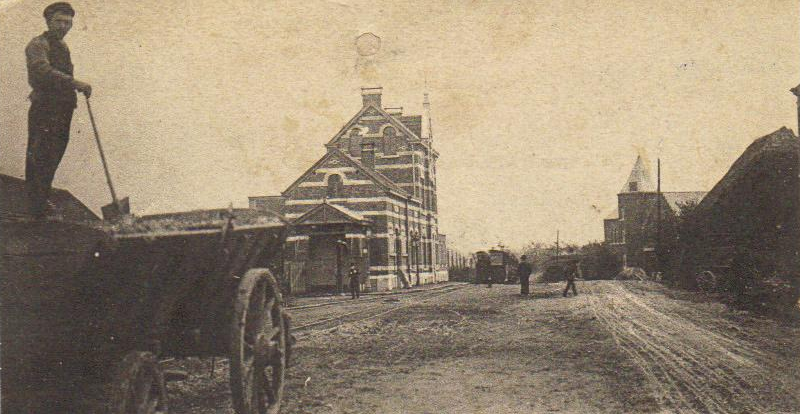
Le dépôt en 1904.
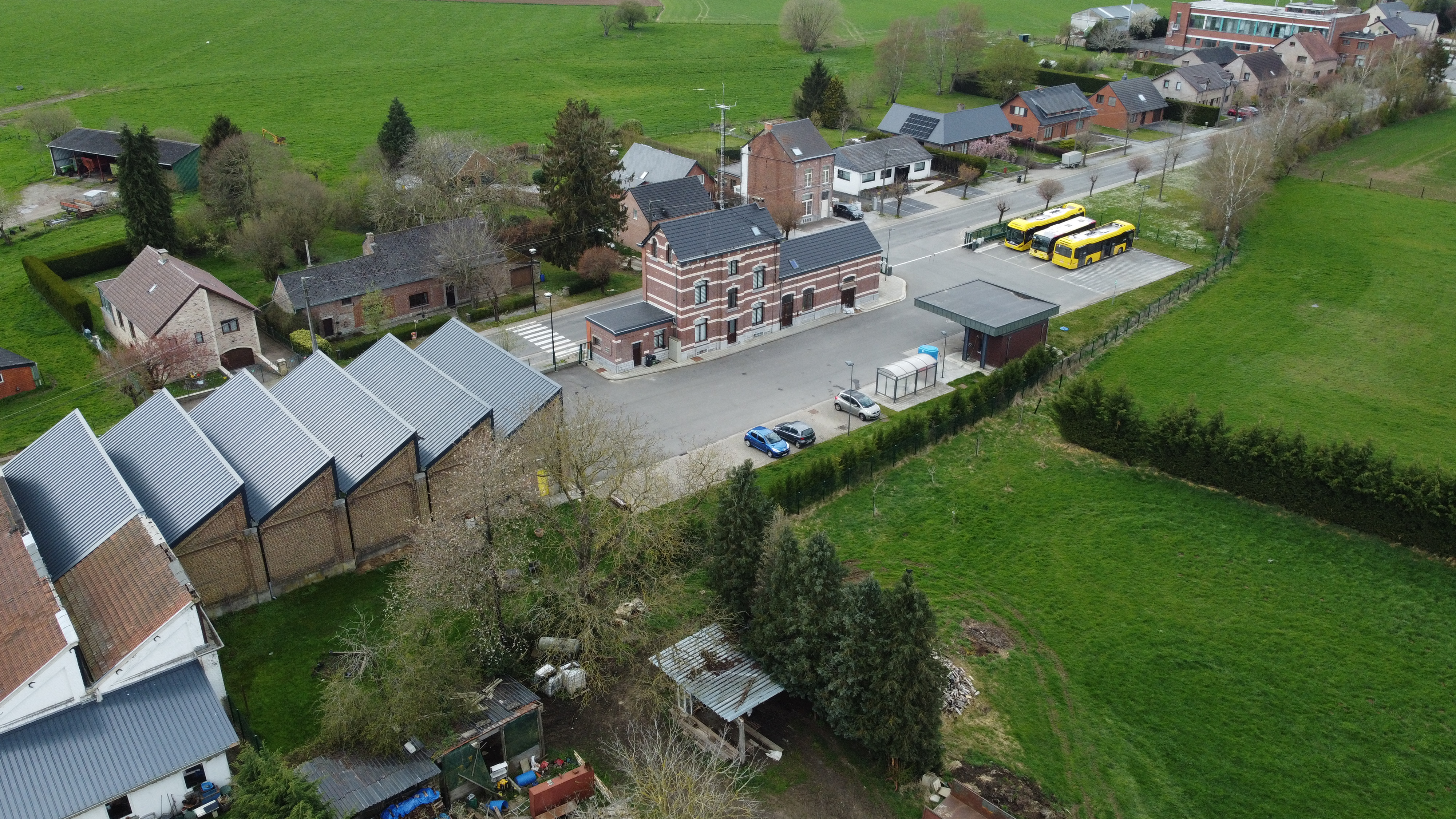
Vue aérienne du dépôt en avril 2022.